# Ruud Adrianus Jolie
Ruud Jolie (născut Rudolf Adrianus Jolie pe data de 19 aprilie 1976 în Tilburg, Țările de Jos) este principalul chitarist al formației neerlandeze de symphonic metal Within Temptation.